# 로버트 컬프
로버트 컬프(Robert Culp, 1930년 8월 16일 ~ 2010년 3월 24일)는 미국의 배우이다.

## 출연 작품

### 영화
- 휴 헤프너 (2009)
- TV의 선구자 (2008)
- 산타 슬레이 (2005)
- 올모스트 가이스 (2004)
- 러닝 메이트 (2000)
- 뉴스브레이크 (2000)
- 슈터 2 (1999)
- 모스트 원티드 (1997)
- 머시너리 (1996)
- 내 사랑 레이몬드 (1996)
- 스파이 하드 (1996)
- 엑스트로 3 (1995)
- 아빠는 첩보원 (1994)
- 펠리칸 브리프 (1993)
- 댓츠 액션 (1991)
- 살인 비젼 (1991)
- 시한폭탄 (1991)
- 죽음의 밤 3 (1989)
- 글래디에이터 (1986)
- 특명 블루라이팅 (1986)
- 사랑의 연병장 (1986)
- 사위 합동 작전 (1985)
- 소방관 터크 182 (1985)
- 원초적 살인 (1984)
- 호텔 - 시리즈 (1983)
- 다우 설트 낫 킬 (1982)
- 날으는 슈퍼맨 (1981)
- 골든걸 (1979)
- 뿌리 - 그 다음 세대 (1979)
- 최후의 9일 (1978)
- 대홍수(영어판) (1976)
- 7인의 독수리 (1976)
- 불타는 추적 (1975)
- 캐스트어웨이 카우보이 (1974)
- 서부의 여걸 한니 (1971)
- 형사 콜롬보 (1971)
- 파트너 체인지 (1969)
- 행드 맨 (1964)
- PT 109 (1963)
- 제3의 눈 (1963)
- 뉴욕의 일요일 (1963)
- 벤 케이시 (1961)
- 디즈니랜드 (1954)

### 텔레비전
- 아킬레호의 테러 (1990, Voyage of Terror: The Achille Lauro Affair)